# Haruspex ornatus
Haruspex ornatus är en skalbaggsart som beskrevs av Bates 1870. Haruspex ornatus ingår i släktet Haruspex och familjen långhorningar. Inga underarter finns listade i Catalogue of Life.